# شرفة (عمارة)

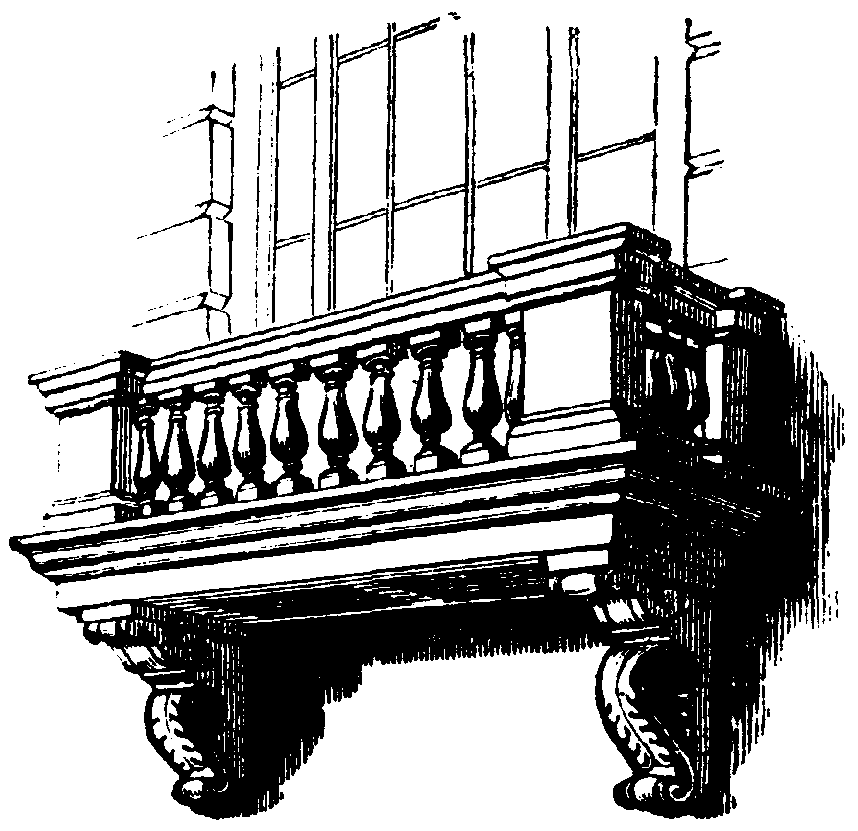
شرفة منزل

الشرفة أو المُستشرَف أو الرَّوْشَن أو الجناح وهي موضع عالٍ يُشرف على ما حوله، في المنازل هي منصة في المبنى تشرف على ماحولها، وفي المسارح حجرة خاصّة مرتفعة عن القاعة العامّة، فيها مقاعد للمشاهدين، غالباً تكون خاصّة بكبار الشخصيّات.

## معرِض صور

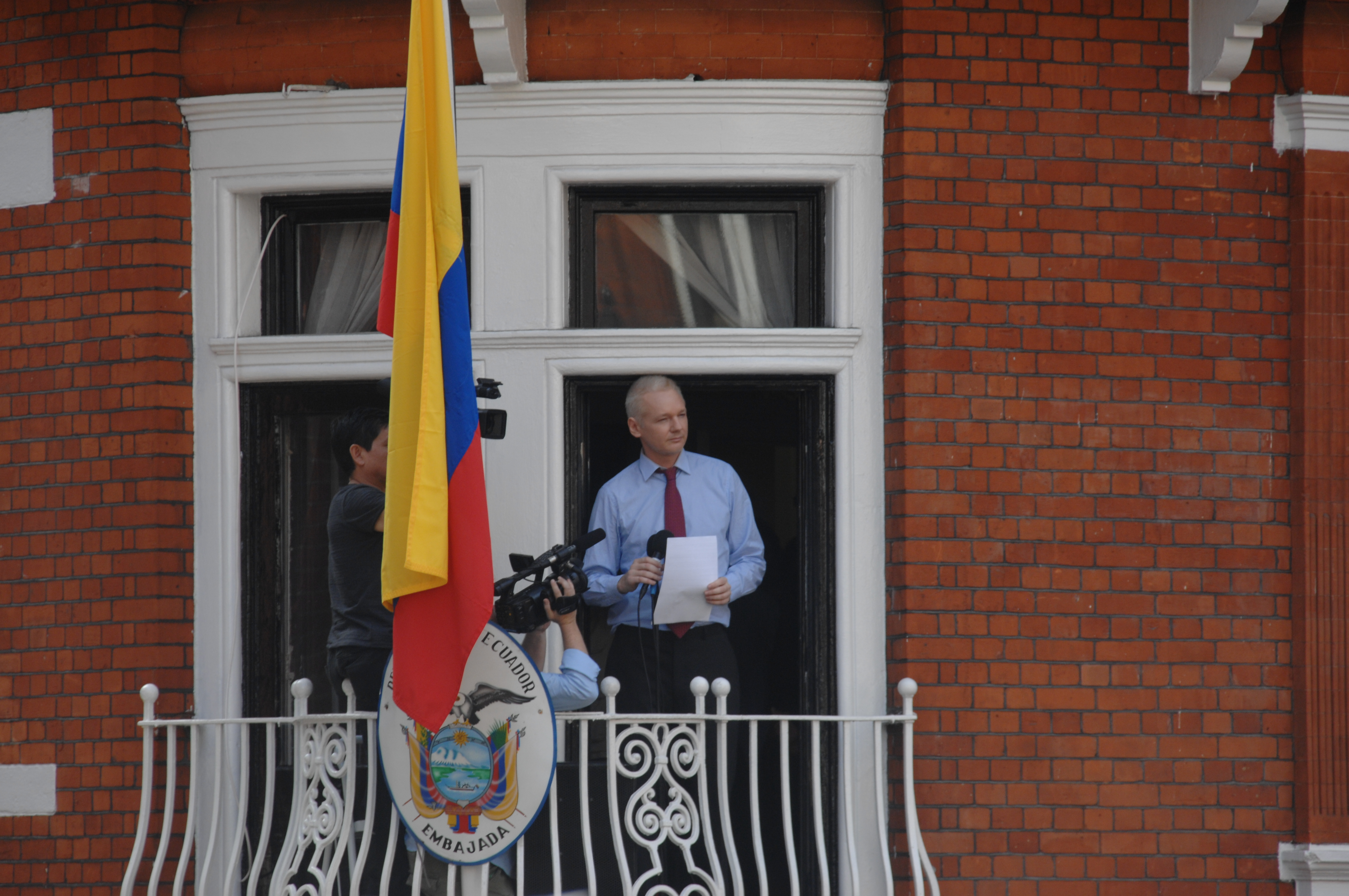
قصبة بوزنيقة
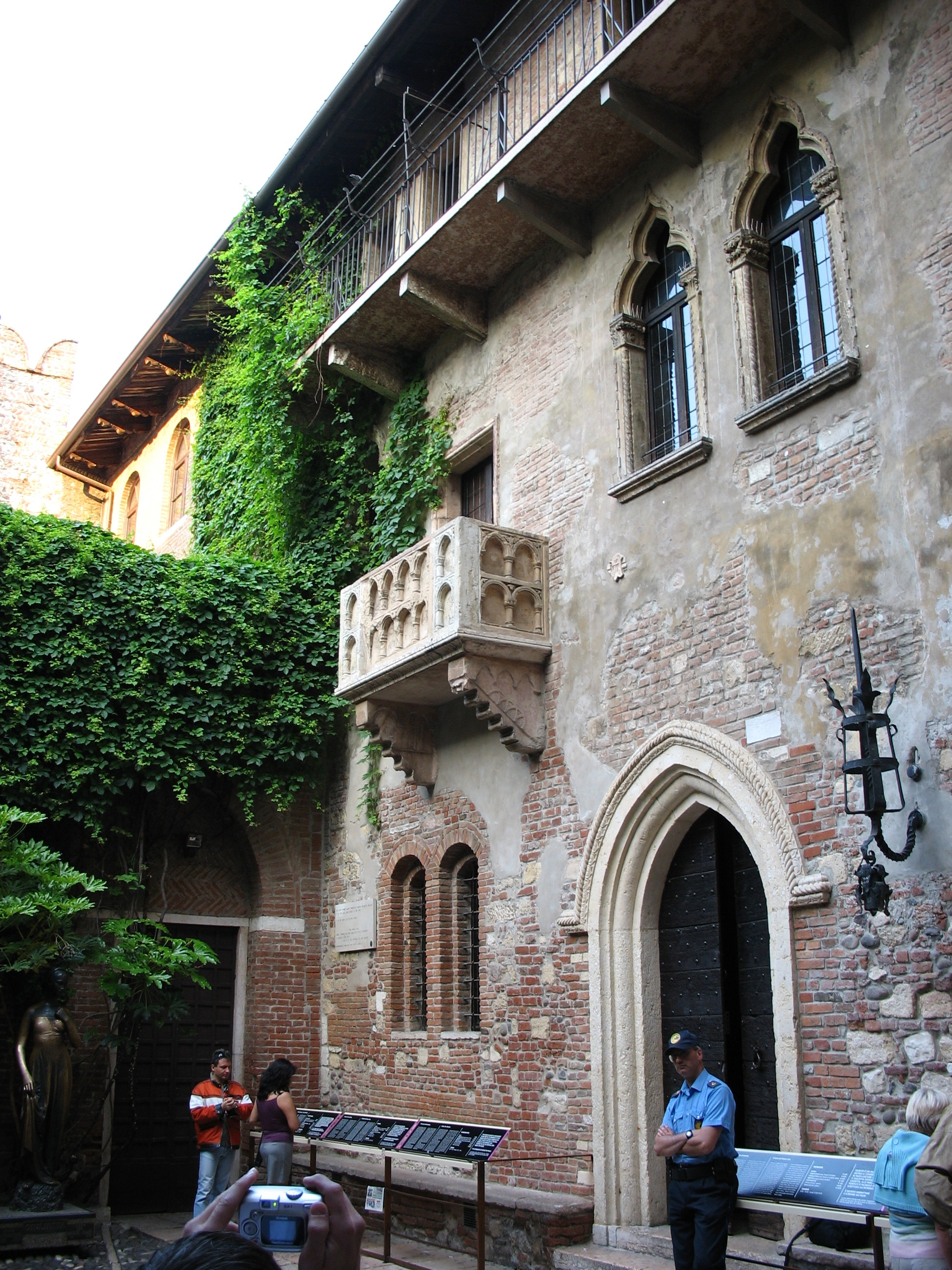
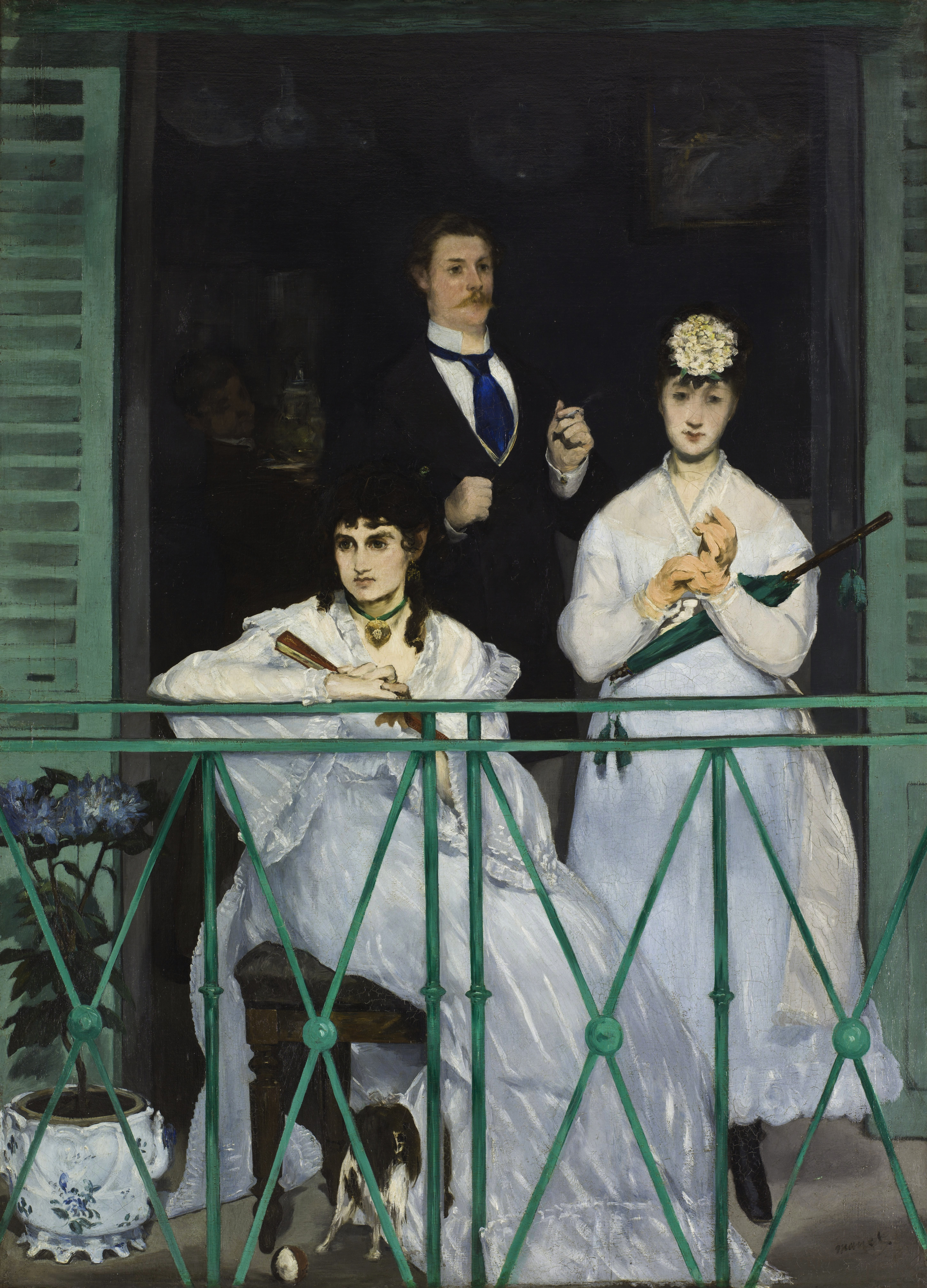
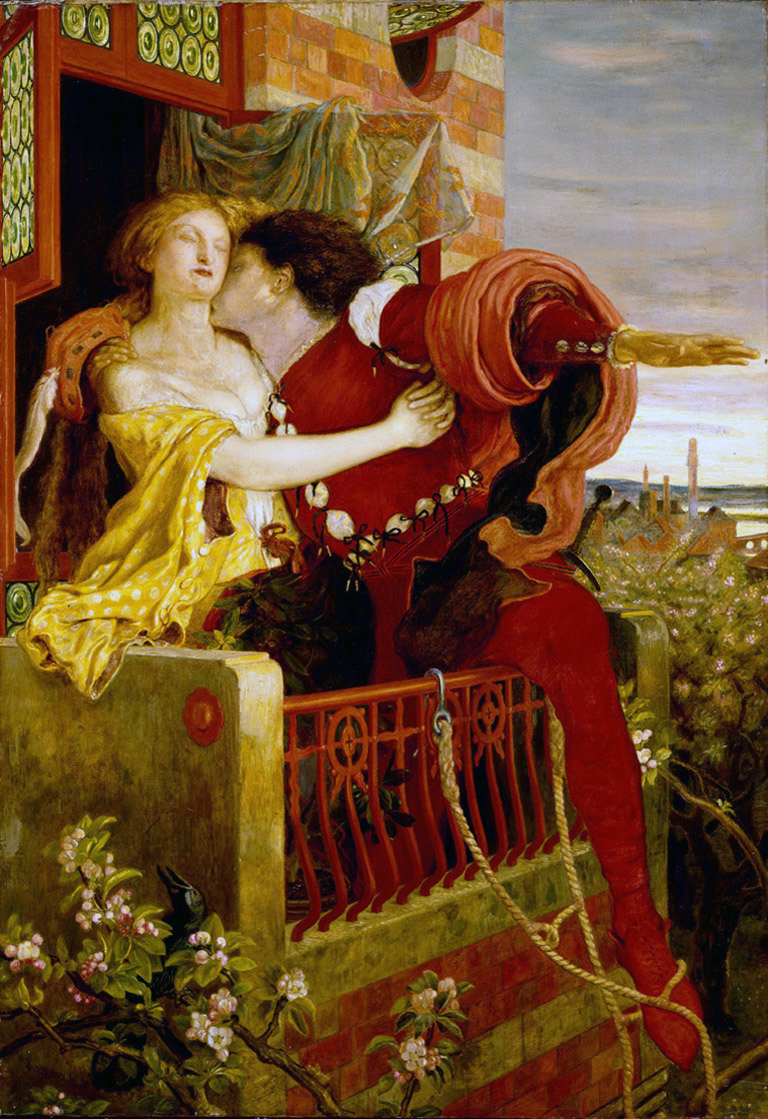
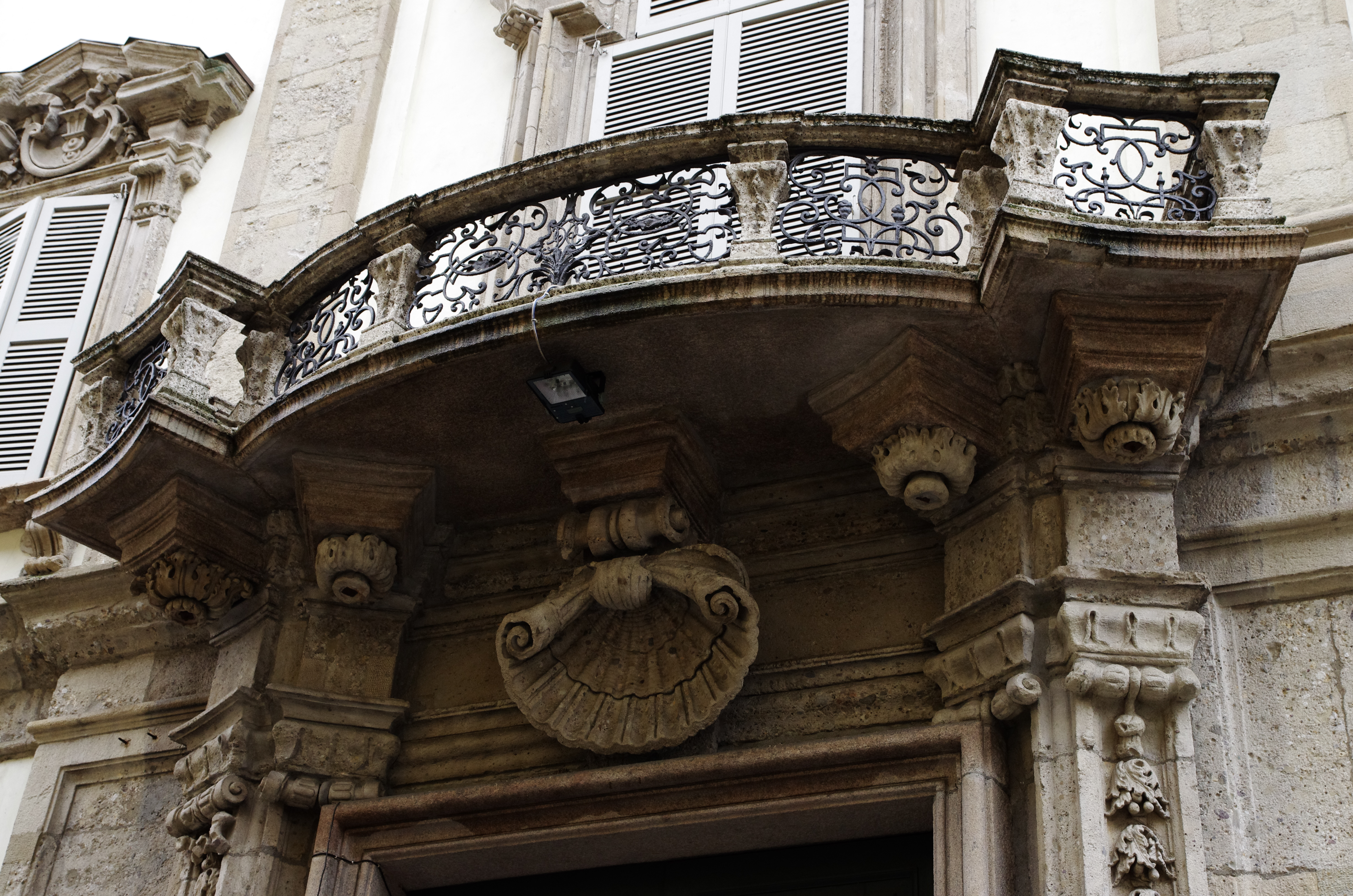
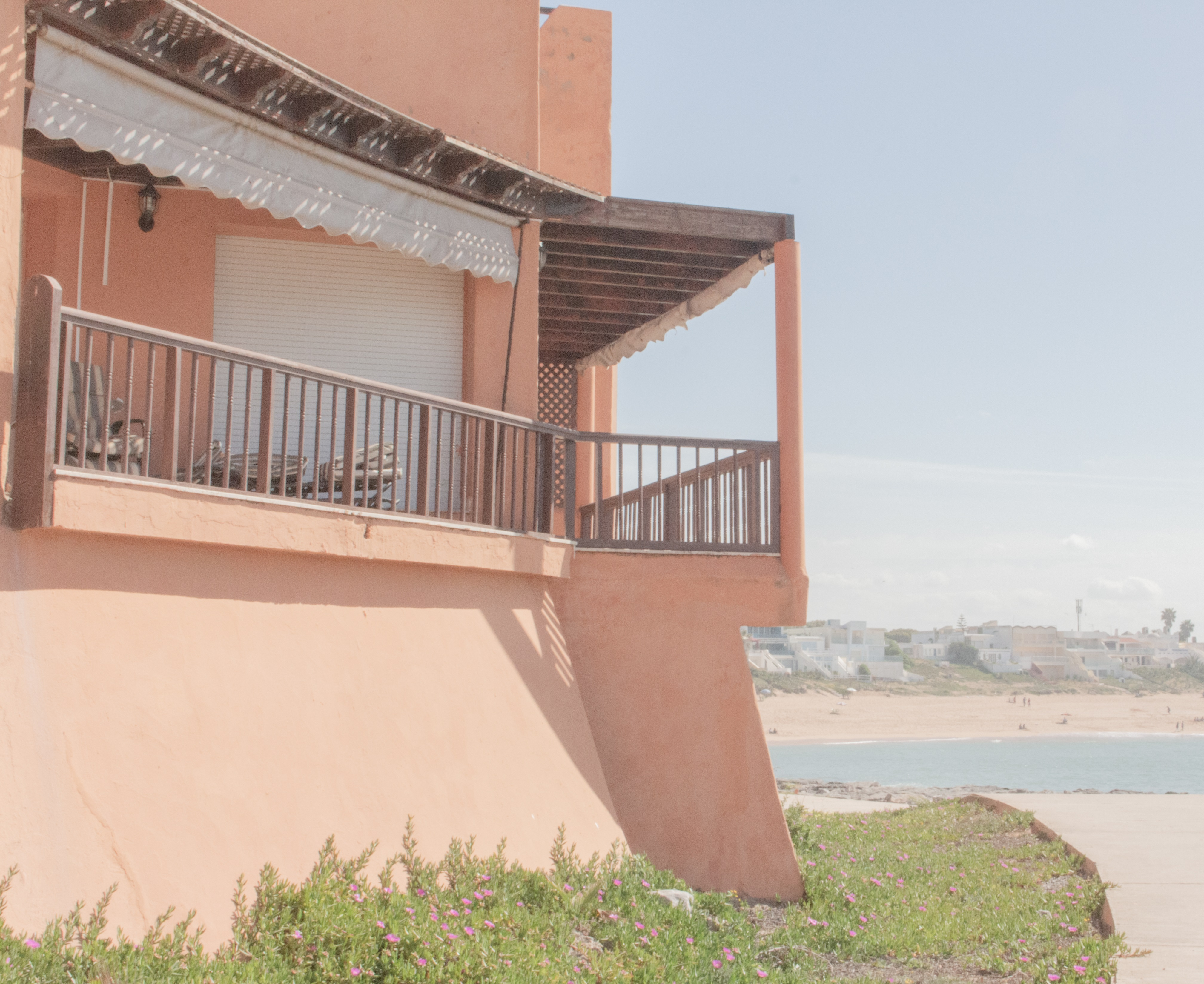
شرفة من فندق قصبة بوزنيقة بالمغرب

## انظر أيضاً

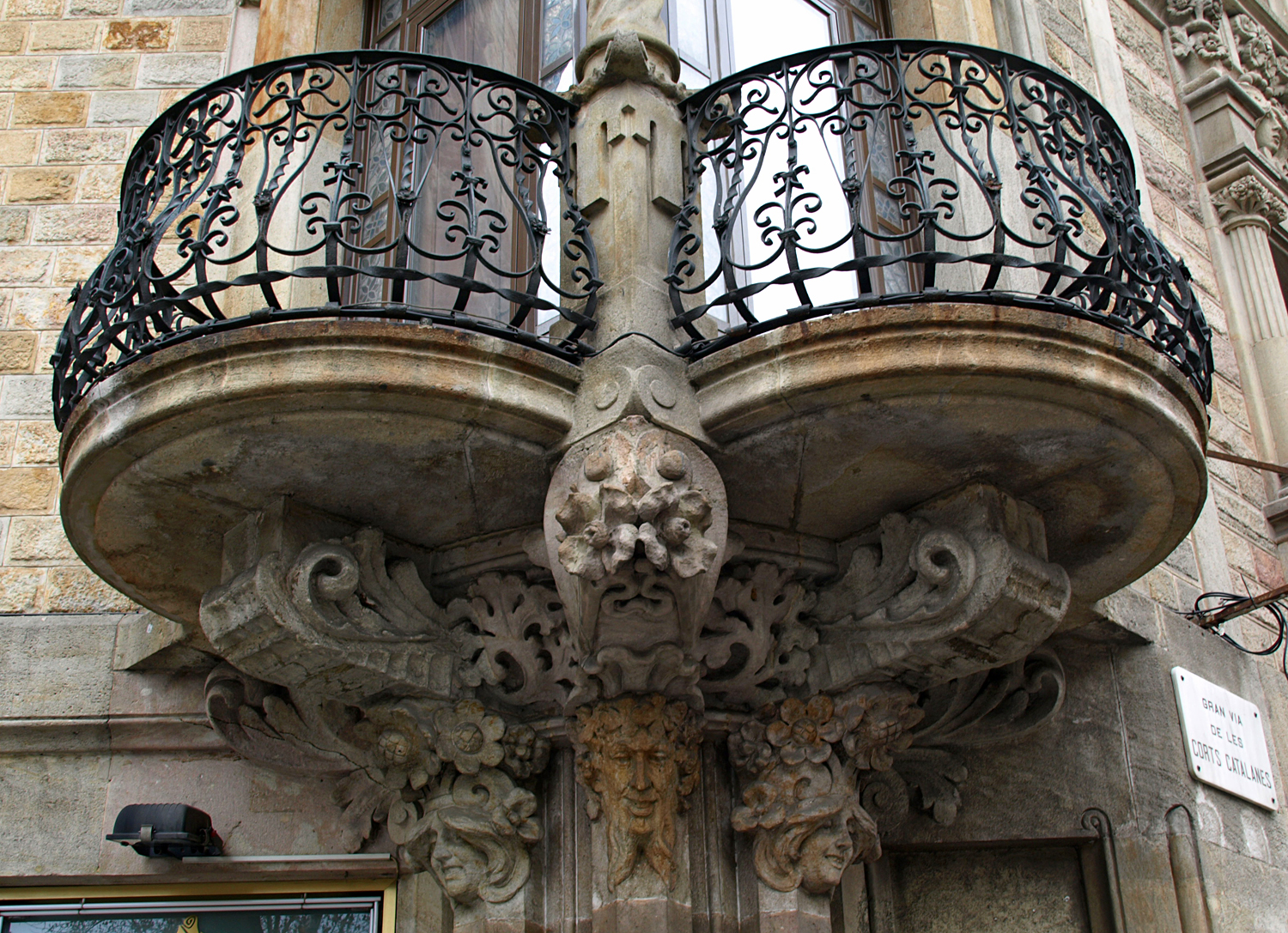
شرفة كتالانية بالحديد